# Röykkä
Röykkä è un villaggio (in finlandese kylä) della Finlandia situato nel comune di Nurmijärvi, a circa 12 km dal centro, nella regione provincia dell'Uusimaa nella Finlandia Meridionale.
"Little-Sääksi" è una spiaggia popolare nel villaggio (Sääksi è il più grande lago di acqua sorgiva della Finlandia). C'è anche un lago chiamato Vaaksi nel villaggio. Sulla riva settentrionale del lago Sääksi si trova la tomba privata della figlia del maniero di Kytäjä, nota come "La tomba dell'amore".
A Röykkä c'è una scuola e un negozio di alimentari K-Market (precedentemente Valintatalo e prima Siwa). C'è anche una pizzeria e una piccola caffetteria. La stazione ferroviaria, situata lungo la linea ferroviaria Hyvinkää-Karjaa, è stata costruita e commissionata nel 1911 e chiusa nel 1977. La modella finlandese Ellen Jokikunnas ha acquistato l'edificio nel 2007 per rinnovare la sua nuova casa.
Nella parte settentrionale di Röykkä, c'è un sanatorio per tubercolosi in stile Liberty o arte nuova, noto come Sanatorio di Nummela, progettato dall'architetto Magnus Schjerfbeck nel 1903. Il sanatorio fu chiuso nel 1932 e sostituito da un ospedale psichiatrico. Nel 1989 anche l'ospedale fu chiuso e da allora è stato completamente disattivato. Vagare nella zona senza permesso ora è limitato agli estranei.
Le voci locali dicono che i fenomeni paranormali sono stati osservati in un ospedale abbandonato. Secondo loro, le finestre dell'edificio mostrano luci misteriose, e sul bordo del tetto c'è una donna che si suicida saltando giù. Secondo un'altra voce, l'ospedale è perseguitato dallo spirito di una ragazza che morì lì in giovane età.